# Ethmostigmus muiri
Ethmostigmus muiri är en mångfotingart som beskrevs av L. E. Koch 1983. Ethmostigmus muiri ingår i släktet Ethmostigmus och familjen Scolopendridae. Inga underarter finns listade i Catalogue of Life.